# Georg Zacharias
Georg Zacharias (Berlijn, 14 juni 1884 – aldaar, 31 juli 1953) was een Duits zwemmer. Hij nam deel aan de Olympische Zomerspelen van 1904 in Stockholm en behaalde daarbij twee olympische medailles, goud en brons.

## Biografie
Tijdens de Olympische Zomerspelen van 1904 won Zacharias de gouden medaille op de 400 yards schoolslag en de bronzen medaille op de 100 yards schoolslag. Van 1907 tot en met 1910 was hij wereldrecordhouder op de 400m schoolslag.
Zacharias werd opgenomen in de International Swimming Hall of Fame.